# Tom Søndergaard
Pour les articles homonymes, voir Søndergaard.
Tom Søndergaard, né le 2 janvier 1944 à Copenhague et mort le 16 juin 1997, est un footballeur danois qui évoluait au poste d'attaquant.
Il joue au cours de sa carrière pour le B 93 Copenhague, le Rapid Vienne, l'Ajax Amsterdam, le FC Metz et Hellerup IK. Il est par ailleurs international danois (19 capes) et participe au championnat d'Europe des nations 1964.

## Palmarès
- Vainqueur de la Coupe d’Autriche en 1969 avec le Rapid Vienne
- Champion des Pays-Bas en 1970 avec l'Ajax Amsterdam
- Vainqueur de la Coupe des Pays-Bas en 1970 avec l'Ajax Amsterdam